# Alburnus

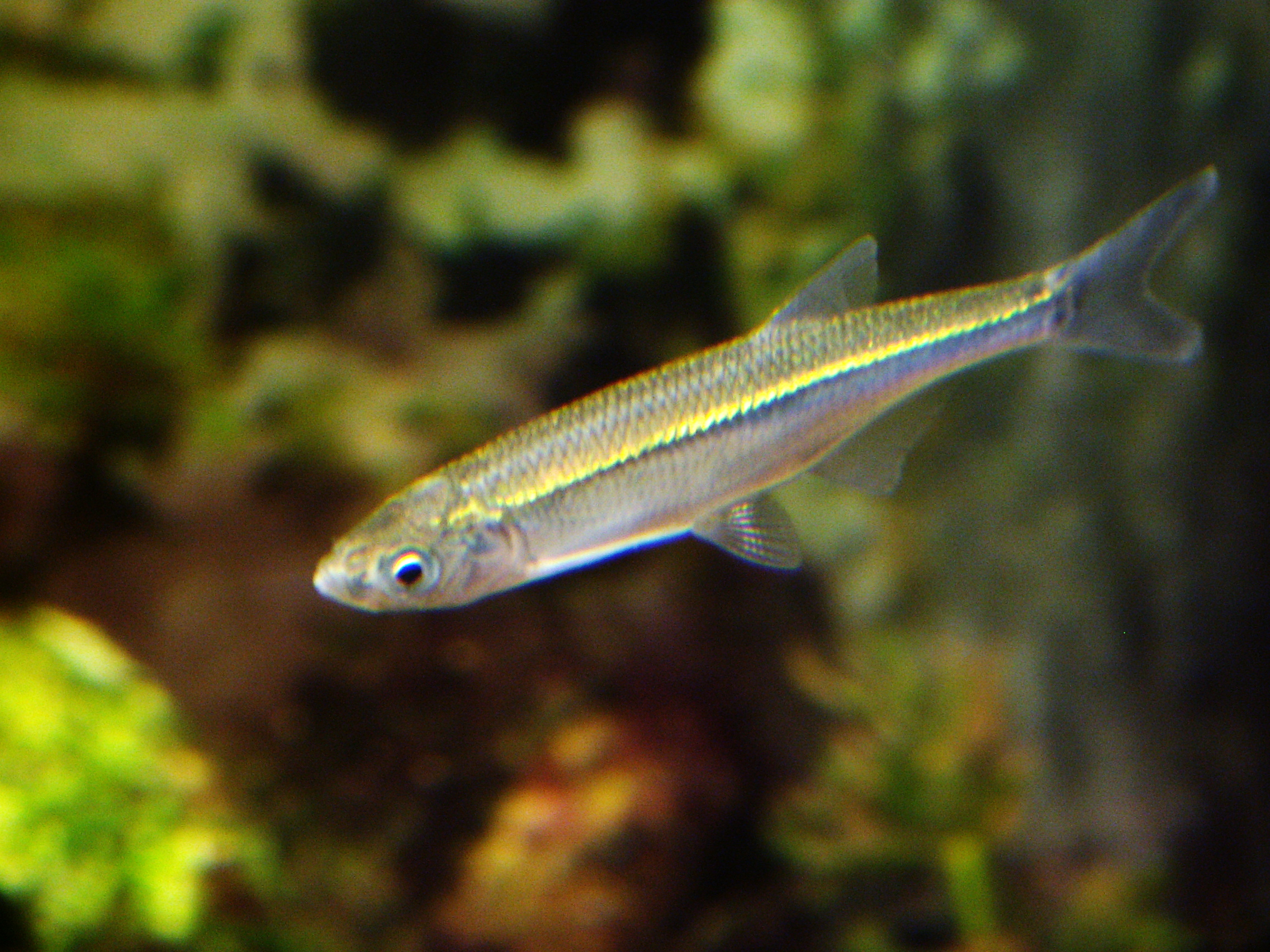
Aleví dAlburnus alburnus

Alburnus és un gènere de peixos de la família dels ciprínids i de l'ordre dels cipriniformes.

## Taxonomia
- Alburnus akili (Battalgil, 1942)[3] †
- Alburnus albidus (Costa, 1838)[4]
- Alburnus alburnus (Linnaeus, 1758)[5]
- Alburnus arborella (Bonaparte, 1841)[6]
- Alburnus atropatenae (Berg, 1925)[7]
- Alburnus attalus (Özulug & Freyhof, 2007)[8]
- Alburnus baliki (Bogutskaya, Kucuk & Unlu, 2000)[9]
- Alburnus battalgilae (Özulug & Freyhof, 2007)[10]
- Alburnus belvica (Karaman, 1924)[11]
- Alburnus caeruleus (Heckel, 1843)[12]
- Alburnus chalcoides (Güldenstädt, 1772)[13]
- Alburnus danubicus (Antipa, 1909)[14]
- Alburnus demiri (Özulug & Freyhof, 2007)[15]
- Alburnus doriae (De Filippi, 1865)[16]
- Alburnus escherichii (Steindachner, 1897)[17]
- Alburnus filippii (Kessler, 1877)[18]
- Alburnus heckeli (Battalgil, 1943)[19]
- Alburnus hohenackeri (Kessler, 1877)[18]
- Alburnus istanbulensis (Battalgil, 1941)[20]
- Alburnus leobergi (Freyhof & Kottelat, 2007)[21]
- Alburnus macedonicus (Karaman, 1928)[22]
- Alburnus mandrensis (Drensky, 1943)[23]
- Alburnus mento (Heckel, 1836)[24]
- Alburnus mentoides (Kessler, 1859)[25]
- Alburnus mossulensis (Heckel, 1843)[26]
- Alburnus nasreddini (Battalgil, 1943)[19]
- Alburnus orontis (Sauvage, 1882)[27]
- Alburnus qalilus (Krupp, 1992)[28]
- Alburnus sarmaticus (Freyhof & Kottelat, 2007)[21]
- Alburnus schischkovi (Drensky, 1943)[23]
- Alburnus scoranza (Bonaparte, 1845)[29]
- Alburnus sellal (Heckel, 1843)[30]
- Alburnus tarichi (Güldenstadt, 1814)[31]
- Alburnus thessalicus (Stephanidis, 1950)[32]
- Alburnus vignoni (Lortet, 1883)
- Alburnus vistonicus (Freyhof & Kottelat, 2007)[33]
- Alburnus volviticus (Freyhof & Kottelat, 2007)[33][34][35][36][37][38][39][40]